# Paro Chhu
La Paro Chhu est une rivière de l'ouest du Bhoutan. C'est un affluent de la Wong Chhu, appelée Raidak dans son cours inférieur, et donc un sous-affluent du Brahmapoutre.

## Cours
La Paro Chhu prend sa source au sud du Chomolhari (montagne de la déesse). Ses eaux glacées traversent les prairies et les gorges du Parc national de Jigme Dorji, puis s'étendent dans une large vallée méandreuse,,. Des forêts sub-alpines et tempérées poussent le long de son cours moyen et inférieur. Très poissonneuse, elle irrigue des rizières luxuriantes et des vergers de pommes et de pêches sur ses berges,,.

## Paro
La vallée de la Paro Chhu est le site d'une des principales villes du Bhoutan, Paro, ainsi que de nombreux monastères importants. Les deux plus connus sont le Taktshang (la « Tanière du Tigre » en dzongkha) et le Rinpung Dzong, deux des plus beaux exemples de l'architecture bhoutanaise,. Sous le Rinpung Dzong, un pont couvert traditionnel en bois, le Nyamai Zam, traverse la Paro Chhu. Ce pont apparaît dans le film Little Buddha de Bernardo Bertolucci (1993). Il s'agit d'une reconstruction, le pont d'origine ayant été emporté par une inondation en 1969. Des versions plus anciennes de ce pont ont aussi été démontées pour protéger le monastère.

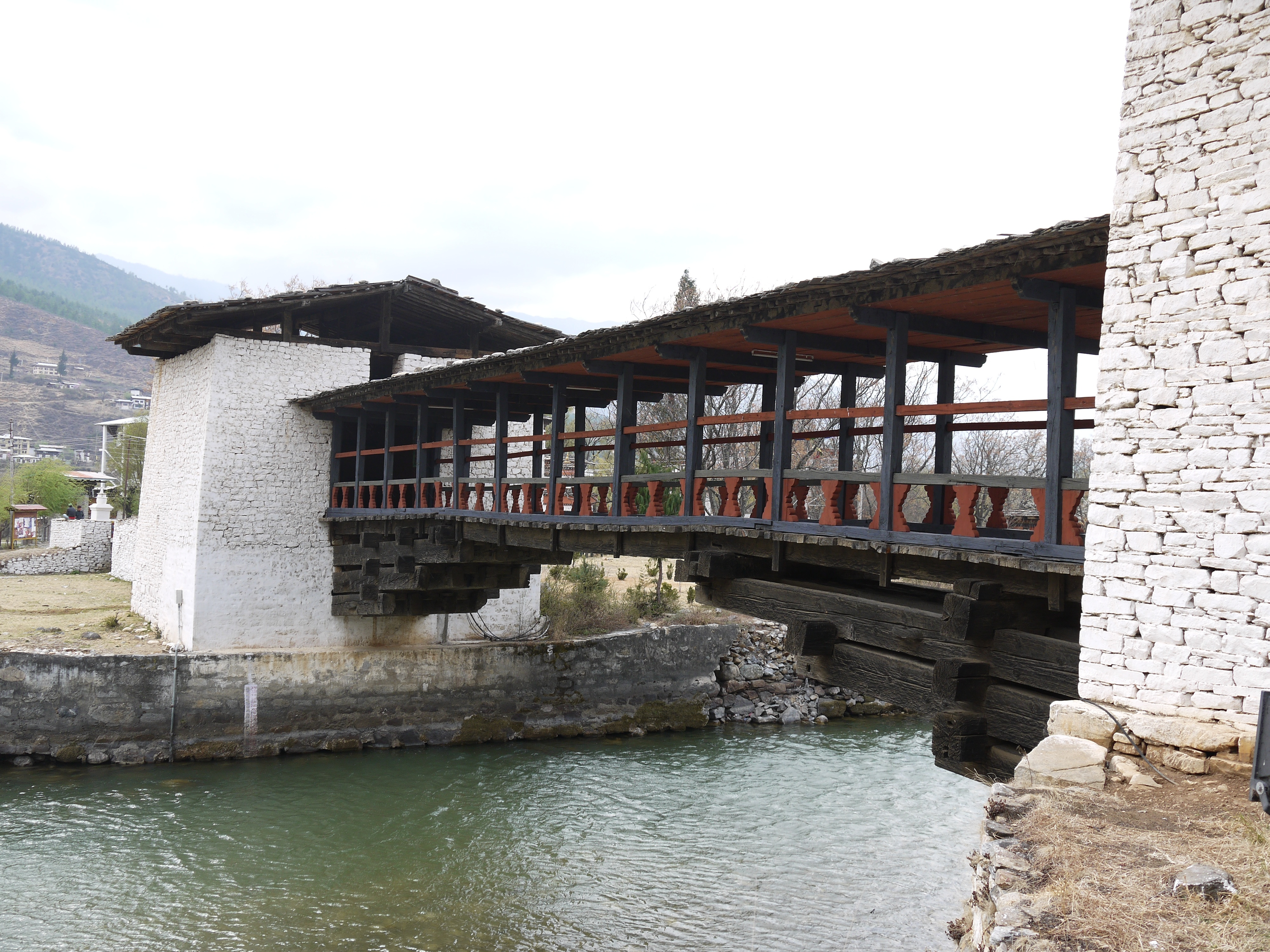
Vue du Nyamai Zam au-dessus de la Paro Chhu (2010).

Sous la ville de Paro, la rivière longe par l'ouest l'Aéroport international de Paro, le seul aéroport international du pays. Cet aéroport est réputé pour la difficulté de son approche et seule la compagnie Druk Air est autorisée à y atterrir.

## Kayak

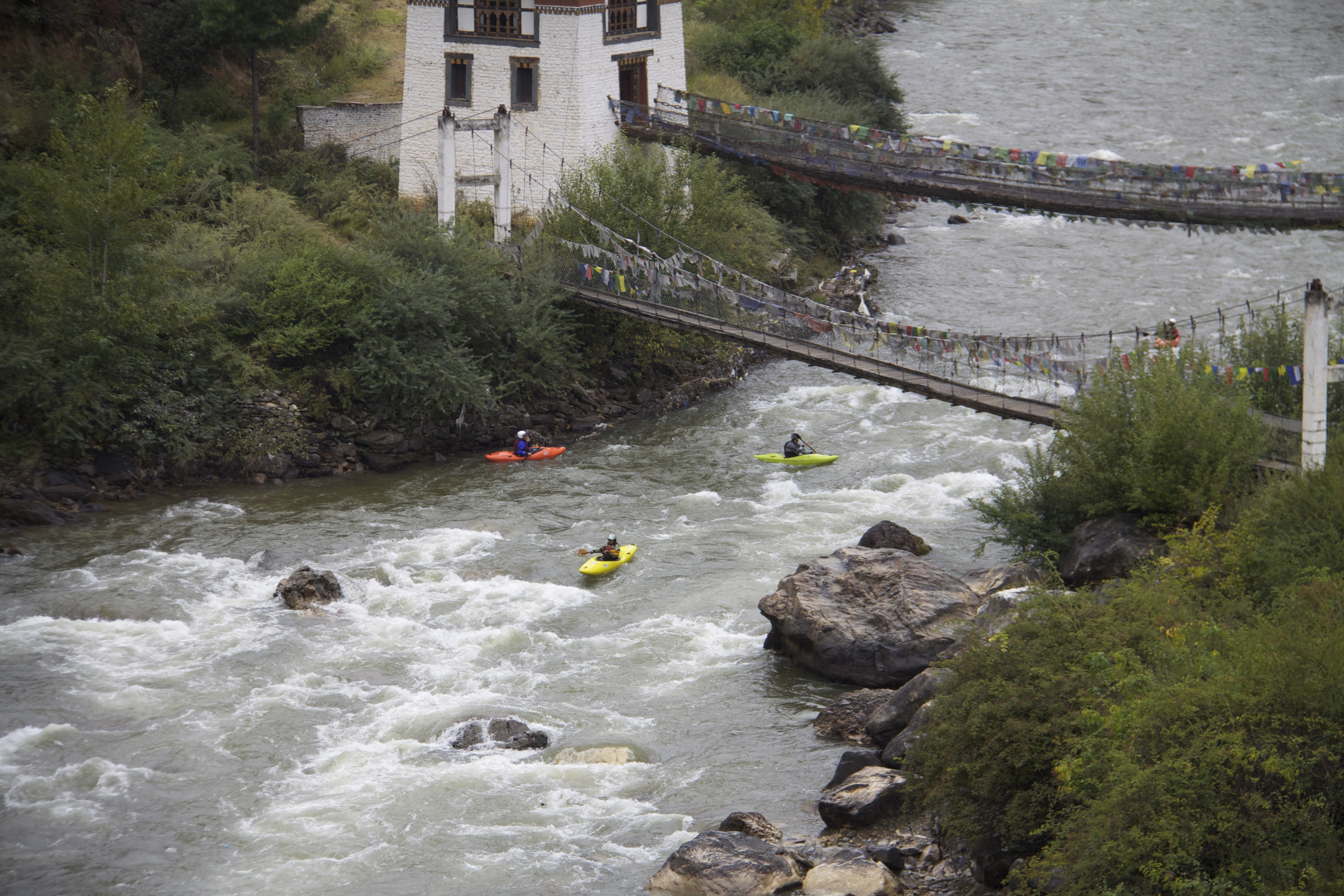
Kayakistes sous le Tamchog Chakzam, sur le cours inférieur de la Paro Chhu.

Le cours inférieur de la Paro Chhu offre environ 7 km pour les kayakistes de niveau débutant ou intermédiaire, avec de nombreux petits rapides avec des rochers. (La pratique du rafting est sans intérêt, car la rivière est trop petite.) Cette section se termine au confluent, à Chhuzom, où les kayakistes plus expérimentés peuvent continuer sur la Wong Chhu.

## Chhuzom
Le confluent de la Paro Chhu se trouve à Chhuzom (Chhu signifie rivière et zom rencontre). Pour beaucoup de Bhoutanais, cette confluence représente l'union du père (la Paro Chhu) et de la mère (la Wong Chhu). Les traditions bhoutanaises considèrent une telle confluence comme néfaste, et trois chortens ont donc été construits à cet endroit pour détourner le mauvais sort. Chaque chorten est d'un style différent – bhoutanais, tibétain et népalais,. Le cours supérieur de la Wong Chhu, au-dessus de Chhuzom, est parfois désigné sous le nom de Thimphu Chhu,,.